# Clay, West Virginia
Clay är en ort i Clay County i delstaten West Virginia, USA. Invånarantalet uppgick till 491 personer år 2010. Den har enligt United States Census Bureau en area på totalt 1,61 km², varav 0,16 km² är vatten. Clay är administrativ huvudort (county seat) i Clay County. 